# دانیل کالینز (ورزشکار)
دانیل کالینز (انگلیسی: Daniel Collins؛ زادهٔ ۷ اکتبر ۱۹۷۰) قایقران کانو اهل استرالیا است.